# Louga (Russie)
Pour les articles homonymes, voir Louga (homonymie).
Louga (en russe : Луга ; en finnois : Laukaa ; en vote : Laugaz) est une ville de l'oblast de Léningrad, en Russie, et le centre administratif du raïon de Louga. Sa population s'élevait à 37 332 habitants en 2013.

## Géographie
Louga est située sur le fleuve Louga, à 135 km au sud de Saint-Pétersbourg.

## Histoire
Louga a été fondée sur les bords du fleuve Louga par ordre de Catherine la Grande le 3 août 1777.
La ville joua un rôle central au début de la Seconde Guerre mondiale, en retardant l'avance allemande sur Léningrad de plus d'un mois. Ce rôle lui valut de recevoir en 1977 l'ordre de la Guerre patriotique (1re classe).
En octobre 1959, les soviets des députés-travailleurs du raïon et de la ville de Louga sont réunis au soviet de la ville à qui sont transférées les fonctions d'administration du raïon. Le 1er février 1963, le soviet (conseil) des députés-travailleurs de la ville est subordonné au soviet industriel de l'oblast. En 1965, les conseils de la ville et du raïon de Louga sont réunis sur la base du conseil de la ville avec l'attribution des fonctions de gestion du raïon.
Le 1er janvier 2006 voit la formation de la commune sous le nom de commune urbaine de Louga. Louga en devient le centre administratif.
|  |  |

La ville est le principal centre industriel, agricole de la région sud de Saint-Pétersbourg où elle forme un carrefour. Elle possède une université, trois instituts d'enseignement technique et six écoles. Il existe des liaisons routières et ferroviaires avec les villes voisines de Saint-Pétersbourg, Pskov et Novgorod.
|  |  |

## Population
Recensements (*) ou estimations de la population
| 1825  | 1856  | 1870  | 1897* | 1923*  | 1926*  |
| ----- | ----- | ----- | ----- | ------ | ------ |
| 2 210 | 1 398 | 1 541 | 5 617 | 11 469 | 14 698 |

| 1937*  | 1939*  | 1945  | 1949   | 1959*  | 1970*  |
| ------ | ------ | ----- | ------ | ------ | ------ |
| 23 243 | 26 010 | 9 657 | 16 211 | 25 540 | 31 905 |

| 1979*  | 1989*  | 2002*  | 2010*  | 2012   | 2013   |
| ------ | ------ | ------ | ------ | ------ | ------ |
| 37 680 | 41 769 | 40 434 | 38 593 | 37 777 | 37 332 |

| 2015   | 2017   | 2019   | 2021   | - | - |
| ------ | ------ | ------ | ------ | - | - |
| 36 496 | 35 785 | 35 000 | 33 704 | - | - |

## Architecture

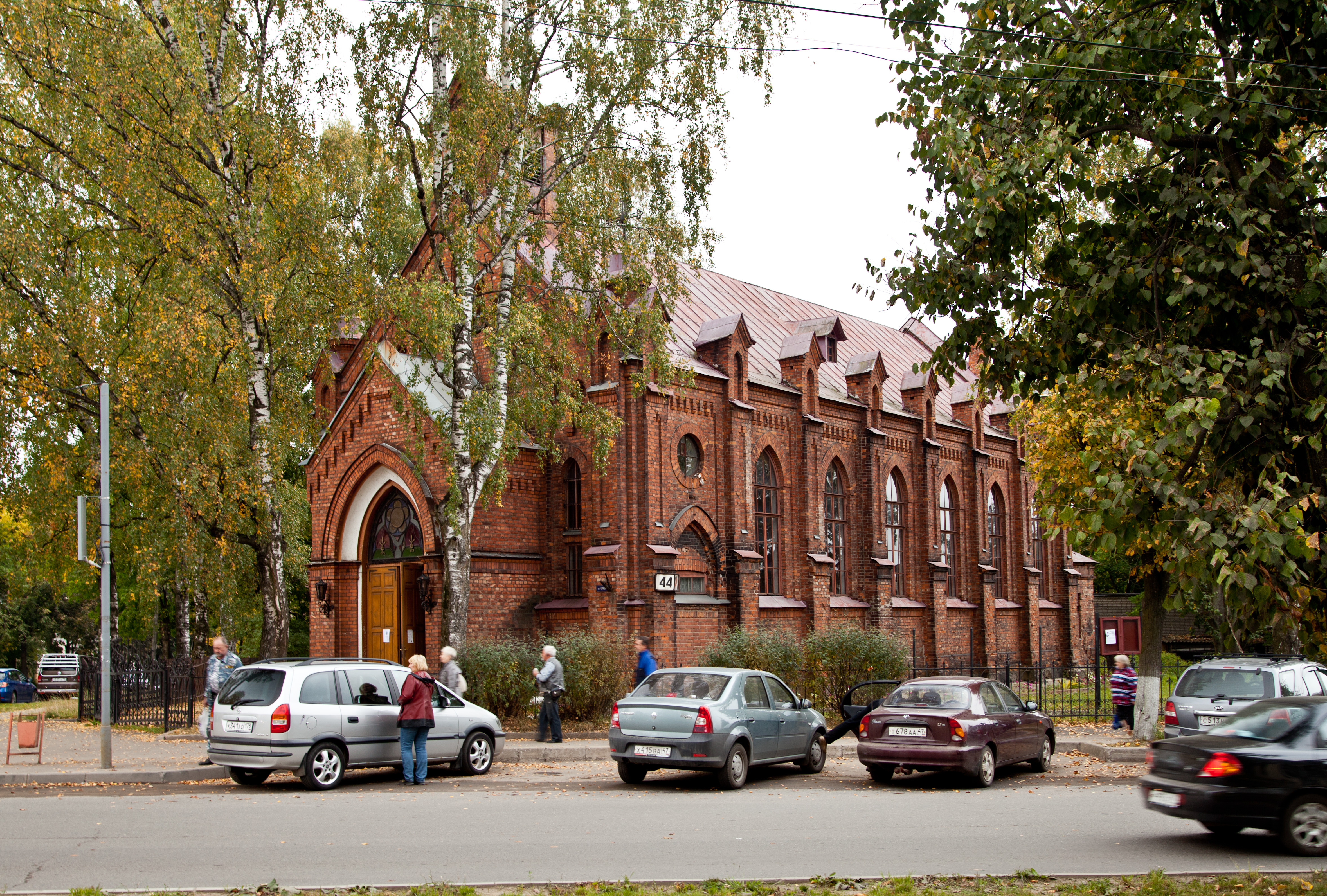
Église Saint-Nicolas.

- Cathédrale de la Résurrection de style néorusse terminée en 1887. Ancienne cathédrale du vicariat de Louga.
- Cathédrale Notre-Dame-de-Kazan (1901-1904), aujourd'hui cocathédrale de l'éparchie de Gatchina.
- Église Sainte-Catherine de style néoclassique (1786) située juste derrière la cathédrale de la Résurrection.
- Église catholique Saint-Nicolas, monument protégé de style néogothique.